# Strapping Young Lad
Strapping Young Lad (aka SYL) foi uma banda de thrash metal/industrial canadense iniciada por Devin Townsend em 1994. O som da banda geralmente é descrito como industrial/grind (no começo) e death/thrash metal, com fortes influências de metal progressivo e hardcore, também incorporando ao som melodias no teclado e uma produção técnica perfeita, que muda de álbum para álbum.

## História
Strapping Young Lad começou como um projeto de um homem só, Devin Townsend. Ele tocou a maioria dos instrumentos no primeiro álbum, Heavy as a Really Heavy Thing. Em 1997 o projeto virou uma banda completa, com a entrada de Jed Simon na guitarra, Byron Stroud no baixo e Gene Hoglan na bateria.
A banda ganhou notoriedade em seu segundo álbum, City, lançado em 1997. Após uma pausa entre os anos de 1999 e 2002, o Strapping Young Lad gravou mais três discos, atingindo o auge da popularidade com seu último trabalho, The New Black, de 2006.
Devin Townsend dissolveu o Strapping Young Lad em maio de 2007. Em seu período de atividade a banda gravou cinco álbuns de estúdio e um DVD.

## Integrantes
Ultima formação
- Devin Townsend - vocal, guitarra e teclado (1994–2007)
- Jed Simon - guitarra (1994–2007)
- Byron Stroud - baixo (1996–2007)
- Gene Hoglan - bateria (1996–2007)

Outros integrantes
- Adrian White – bateria (1994–1995)
- Ashley Scribner – baixo (1994–1995)
- Mike Sudar – guitarra (1994–1995)

## Discografia
Álbuns de estúdio
- Heavy as a Really Heavy Thing – (1995)
- City – (1997)
- Strapping Young Lad – (2003)
- Alien – (2005)
- The New Black – (2006)

Álbuns ao vivo
- No Sleep Till Bedtime (1998)
- For Those Aboot to Rock: Live at the Commodore (2004)

Coletâneas
- 1994–2006 Chaos Years (2008)
- Classics (2009)

DVD
- For Those Aboot To Rock: Live at the Commodore (2004)